# リクトリア (小惑星)
リクトリア (1107 Lictoria) は小惑星帯の小惑星である。イタリアのピーノ・トリネーゼでルイージ・ヴォルタが発見した。軌道はヒギエア族に似ているが、大きさやスペクトルからそのメンバーではないと考えられる。
古代ローマにおいて、ファスケスを携えて要人警護にあたったリクトルに因んで名付けられた。
2008年2月に福島県で掩蔽が観測された。